# 衡阳西站
衡阳西站是位于湖南省衡阳市雁峰区的一个铁路车站，邮政编码421001。车站建于1938年，有湘桂铁路经过该站，现仅办理货运，不办理客运业务，车站及其上下行区间均未电气化。车站距离衡阳站6公里，隶属广铁集团，是三等站。
衡阳西站设有8条股道，包括1条正线、4条到发线和3条到发线，另外车站货场设有4条货运线。